# Regione di Šahowmyan
La regione di Šahowmyan (in armeno Շահումյան?, traslitterato anche Shahumian e Chahoumian) è stata una regione situata nella parte settentrionale della repubblica dell'Artsakh (fino al 2017 denominata repubblica del Nagorno Karabakh),  con capoluogo Karvachar.
Prendeva il nome dal politico Stepan Shahumian.
Una parte del distretto rimase sotto controllo azero a seguito della prima guerra del Nagorno Karabakh; qui si trova quello che sarebbe stato l'omonimo capoluogo distrettuale (che conta oggi una popolazione di circa duecento abitanti); in sua vece ricopriva tale qualifica amministrativa la cittadina di K'arvač̣aṙ (600 abitanti).
Secondo la divisione amministrativa azera la regione era ubicata nell'ex distretto di Kelbajar di cui costituiva la parte occidentale (mentre la parte orientale è ora nella regione karabakha di Martakert).

## Geografia fisica
Pur essendo la terza per estensione (1829 km²) di tutta la repubblica del Nagorno Karabakh, la regione di Šahowmyan era l'ultima in fatto di popolazione, che assommava a poco più di tremilacinquecento abitanti distribuiti in una comunità urbana e in cinquantuno aree popolate delle quali diciassette sempre rimaste sotto controllo azero. L'area è prevalentemente montuosa, delimitata a nord dalla catena dei monti Mrav e a ovest dalle vette della catena del Caucaso Minore che la separano dall'Armenia.
Dirigendosi verso nord ovest, provenendo da Martakert sorge il monastero di Dadivank del tredicesimo secolo, tra i meglio conservati di tutta la regione. Oltrepassata la diramazione che porta al passo Sodk che conduce alla cittadina armena di Vardenis sulle sponde meridionali del Lago Sevan, proseguendo sulla statale lungo il corso del fiume Tartar, si raggiunge l'attuale capoluogo Karvachar ed oltre ancora il villaggio di Tzar con i resti del Monastero di Tzara surb Astvatzatzin. Più oltre vi sono le sorgenti di acqua calda nei pressi del villaggio e di Djermadjur; queste ultime (che sorgono sul versante opposto della montagna rispetto alla località termale armena di Jermuk) erano meta frequentata in epoca sovietica ma sono state abbandonate a causa della guerra ed ora sono raggiungibili solo con una disagevole strada di montagna.
La parte sud occidentale della regione è interessata dall'altopiano del Karabakh.

## Storia

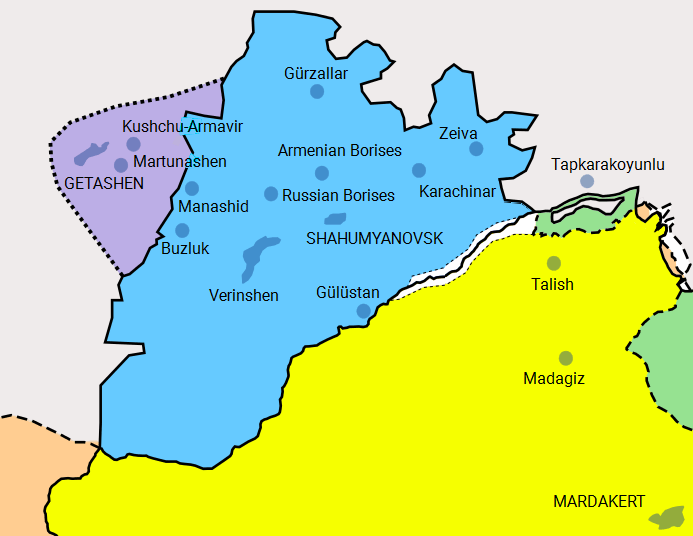
Formazione dei confini originali della regione

L'attuale regione di Šahowmyan prende il nome dal territorio, ora sotto controllo azero nel distretto di Goramboy, facente parte originariamente della provincia armena dell'Artsakh. Nel Medioevo apparteneva al Principato di Khachen e malgrado le numerose dominazioni straniere continuò ad essere popolata quasi esclusivamente da armeni.
Nel 1991 l'operazione Anello, decisa da Gorbačëv ed attuata da forze speciali russo sovietiche ed azere provocò l'allontanamento forzato dei ventimila armeni residenti che costituivano la quasi totalità della popolazione. Oggi la zona appartiene al rayon azero di Goramboy e conta una popolazione di circa duemila abitanti; il capoluogo è stato ribattezzato Ashagi Agchakand.

## Lista delle comunità regionali[4]

### Comunità urbane
- K'arvač̣aṙ

### Comunità rurali
- Apahen
- Asrik
- Chapni
- Charektar
- Dadivank
- Djermadjur
- Havakhaghats
- Havsatagh
- Ishkhanik
- Lev
- Khoper
- Koreknek
- Msheni
- Nerkin Khach
- Nor Banants
- Nor Bradjur
- Nor Getashen
- Nor Verishen
- Shikakar
- Tchrag
- Tchumen
- Tutkhun
- Tzar
- Tzavalk
- Yeghdjerunik
- Yeghegnut
- Yeghtsategh
- Zaglik
- Zarkuni
- Zovk
- Zuar